# Misiunea publică a lui Iisus

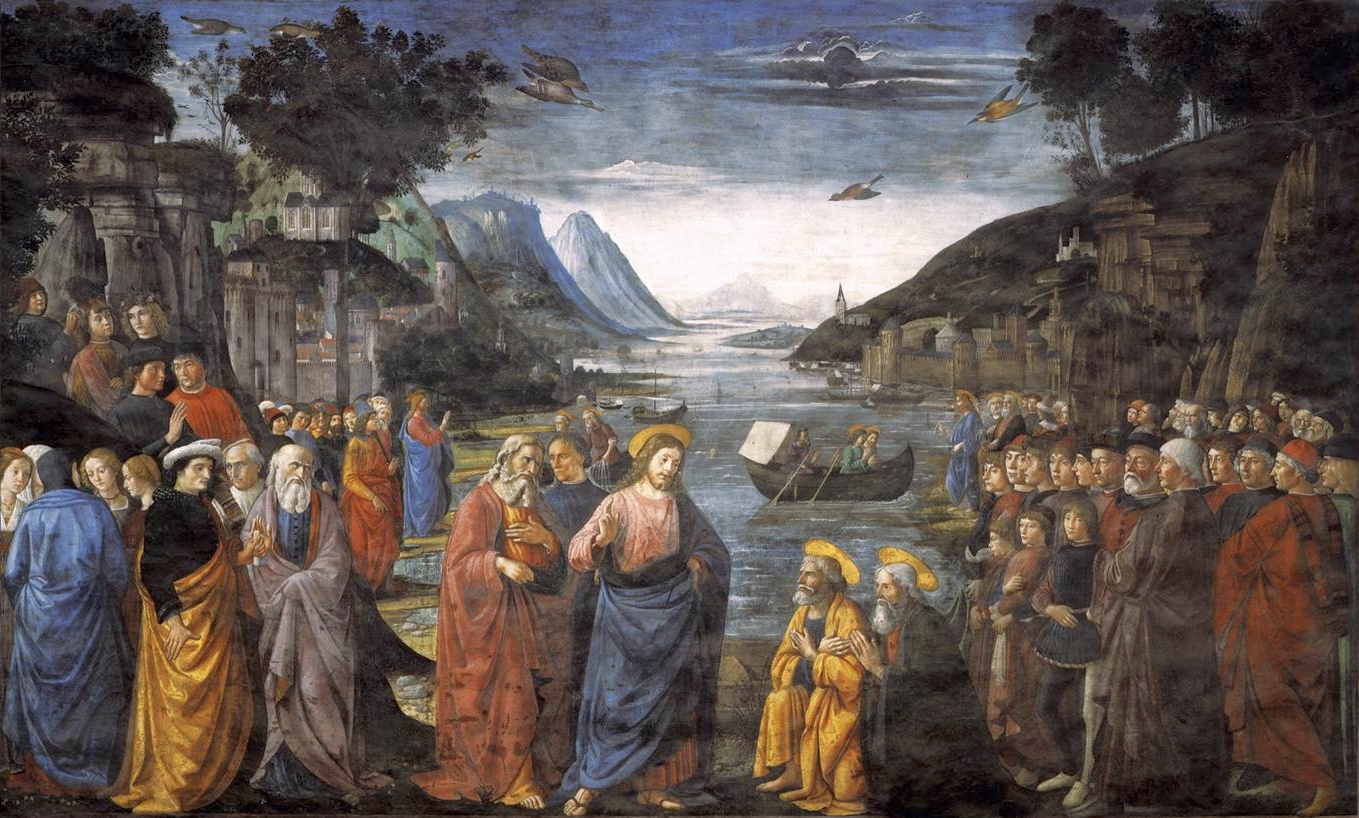
Iisus Hristos și cei doisprezece apostoli, Chemarea apostolilor - pictură de Domenico Ghirlandaio

În evangheliile creștine, misiunea publică a lui Iisus începe cu botezul său în râul Iordan și se termină la Ierusalim, după Cina cea de Taină cu cei doisprezece apostoli. 